# 火星の衛星

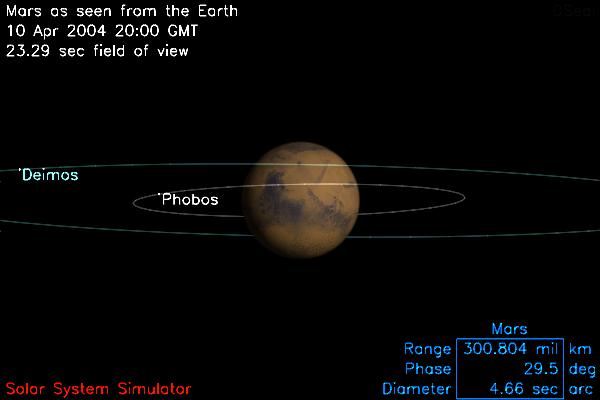
フォボスとダイモスの軌道

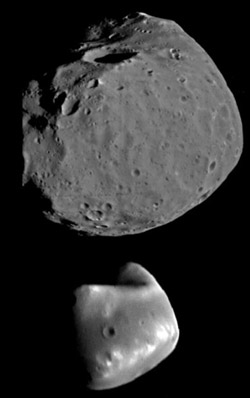
フォボス（上）とダイモス（下）

火星の衛星では、火星が持っている2個の小さな衛星、フォボスとダイモスについて述べる。これらは小惑星が火星の重力場に捕獲されたものだと考えられているが、地球の衛星である月と同様に巨大衝突によって2つの衛星が形成されたという説も存在し、起源ははっきりしていない。

## 発見と命名
2つの衛星は、いずれも1877年にアサフ・ホールによって発見され、ギリシア神話に登場する軍神アレースの息子、ポボス（「狼狽」の意）とデイモス（「恐怖」の意）にちなんで名づけられた。アレースはローマ神話では戦争の神マルス（マーズ、火星のことである）として知られている。
これら以外の衛星を探すために多くの観測が行われた。21世紀初頭にはスコット・S・シェパードとデビッド・C・ジューイットが火星のヒル球を観測したが、23.5等級より明るい衛星は見つからなかった。

## 特徴
火星の表面から見る衛星フォボスとダイモスの運動は、地球の衛星である月の運動とは非常に異なっている。フォボスは西から上って東へ沈み、11時間後に再び上る。ダイモスは火星から見た静止軌道のわずかに外側を回っており、東から上るがその運動は非常に遅い。ダイモスの公転周期は30時間だが、西の地平線に沈むまでには2.7日もかかる。これはダイモスの公転が火星の自転から少しずつ遅れるためで、平均して約5.4日後には再び上る。
どちらの衛星も火星の潮汐力によって自転と公転が同期しており、常に火星に同じ面を向けている。フォボスは火星の自転よりも速く公転しているため、潮汐力によってフォボスの軌道半径はゆっくりと、しかし確実に小さくなっている。未来のある時点でフォボスはロッシュ限界を超え、潮汐力によって破壊されると考えられる。火星の表面に残る多くの楕円クレーターは、過去にフォボスのような小さい衛星がいくつかあったことを示唆している。一方ダイモスは軌道が充分に遠いため、その公転軌道はゆっくりと遠ざかっている。
火星の赤道付近から見てフォボスの角直径は8分（出没時）から12分（天頂付近）で、地球から見た満月の3分の1ほどの大きさである。赤道から離れたところからはさらに小さく見える。また極付近からは地平線の下に隠れて見えない。ダイモスの角直径は約2分で、地球から見た金星よりわずかに大きい程度である。これに対して太陽の角直径は約21分ではるかに大きい。したがって火星では衛星による皆既日食は起こらず、その代わりにフォボスの太陽面通過やダイモスの太陽面通過といった現象が起こる。一方、火星によるフォボス食は頻繁に起こっている。
1950年代から1960年代にかけて、フォボスは中空の人工天体だという説が提唱されたが、後に否定されている。

2005年8月26日にマーズ・エクスプロレーション・ローバー (MER) が捉えた、いて座を背に上るダイモス（左）とフォボス（右）
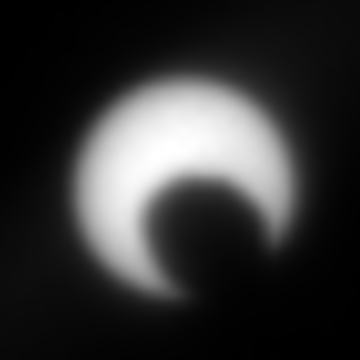
2004年3月10日にMER・オポチュニティによって観測されたフォボスの太陽面通過
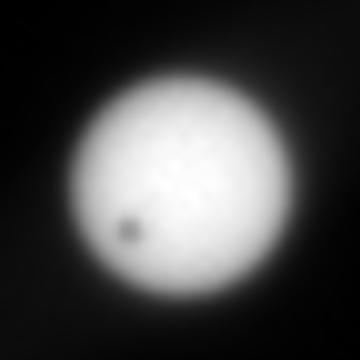
2004年3月4日にオポチュニティによって観測されたダイモスの太陽面通過

## 表
| 名称              | 直径 (km)               | 質量 (kg) | 軌道傾斜角（度） | 離心率  | 平均軌道半径 (km) | 公転周期（時間） | 平均出没周期 |
| ----------------- | ----------------------- | --------- | ---------------- | ------- | ----------------- | ---------------- | ------------ |
| フォボス (Phobos) | 22.2 (27 × 21.6 × 18.8) | 1.08E+16  | 1.08             | 0.0151  | 9,378             | 7.66             | 11.12h       |
| ダイモス (Deimos) | 12.6 (10 × 12 × 16)     | 2.0E+15   | 1.79             | 0.00033 | 23,400            | 30.35            | 5.44d        |

## フィクション
火星に衛星が2個ある事を最初に予想したのは、ヨハネス・ケプラーである。ケプラーは地球の衛星・火星の衛星・木星の衛星の数が等比数列をなしているとして、火星の衛星が2個あると結論づけた。もちろん、これは間違った推論であり、結果的に火星の衛星は2個であったが、その前提となる木星の衛星の数は、当時知られていた4個よりも遥かに多かった。
なお、1726年に出版されたジョナサン・スウィフトの風刺小説『ガリヴァー旅行記』や、1752年のヴォルテールの『ミクロメガス』などでも火星は2個の衛星を持つという設定になっており、ケプラーの説を参考にした可能性がある（特に『ガリヴァー』では、ケプラーの第3法則にも言及されている）。また、『ガリヴァー』では、実際のフォボスとダイモスに比較的近似した軌道を持つことになっている。これらの作品により、ダイモスの2つのクレーターにはスウィフトとヴォルテールという名前が与えられている。